# AC Cuneo 1905
AC Cuneo 1905 är en fotbollsklubb i Cuneo, Italien som grundades 1905. Klubben har spelat i Serie B, då under namnet Cuneo Sportiva säsongen 1945/1946. Annars har klubben i många år legat i Serie C.